# J-1グランプリ
J-1グランプリ（ジェイ ワン グランプリ）とは声優界の麻雀好きな役者が集まり行った声優界の麻雀王＜雀王＞を決める大会である。発案者は声優の小山剛志。
小山が企画・構成・演出を行い、月刊誌『声優グランプリ』『インターネットラジオステーション＜音泉＞』他の協力のもと開催された。第4回大会「TheFinal」で終止符が打たれることとなった。

## 経緯
2007年12月14日に小山剛志が念願だった麻雀の全自動雀卓を購入。自宅を「雀荘小山」と称し、麻雀好きの役者仲間や友人・知人を招いて麻雀を楽しんでいた。
その1週間後には、小山よりも先に自宅へ雀卓を導入し自宅を「雀荘うえだ」と称していた植田佳奈を招いての「雀荘抗争」。
12月30日には石川英郎、安元洋貴、山口太郎、平井啓二、福山潤、小清水亜美、植田佳奈、小山剛志の8名で「年忘れ麻雀大会」を開催した。その「年忘れ麻雀大会」を紹介した小山のblog記事の中で「声優界麻雀王決定戦<J-1グランプリ>」構想に言及し、企画の準備に取りかかる事となった。
構想に当初から含まれていたかは明らかではないが後に月刊誌『声優グランプリ』および各方面の協力を得て、2008年2月に大会を開催。DVDの発売に至った。
なお「J-1グランプリ」は小山剛志により商標登録されている。（商標登録第5166207号）

## 大会内容

### 対戦形式
- 8名の参加者を4名ずつの2組「白組」（Aブロック）と「中組」（Bブロック）に分け、各組で予選として東風戦を2回行う。各組の点数上位2名、計4名が決勝戦へ進む。
- 決勝戦は東南戦（西入なし）。

### ルール
- 食いタン・後付けありの俗に言う「ありあり」ルール。ドラは裏ドラ・カンドラ／カン裏あり・赤牌あり（第3回まで）・花牌なし。

### 出演者
大会解説
井出洋介（麻将連合 代表）
大会司会・進行
なすび（第1回～第4回）・梶本琢程（第4回のみ）
※太字は4回とも出場。斜字は通算3回出場

#### 出場選手（第1回）
福山潤、小清水亜美、石川英郎、三浦祥朗、野島裕史、神崎ちろ、植田佳奈、 小山剛志

#### 出場選手（第2回）
福山潤、川田伸司、石川英郎、三浦祥朗、浪川大輔、神崎ちろ、植田佳奈、小山剛志

#### 出場選手（第3回）
福山潤、小清水亜美、石川英郎、豊嶋真千子、神崎ちろ、近藤隆、植田佳奈、小山剛志

#### 出場選手（第4回）
福山潤、小清水亜美、石川英郎、三浦祥朗、神崎ちろ、小林未沙、植田佳奈、小山剛志

## DVD
- 「声優グランプリ」公認!声優界<雀王>決定戦! <J-1グランプリ> Vol.1 DVD（2008年5月28日発売 SSBX-2351）
- 「声優グランプリ」公認!声優界<雀王>決定戦! <J-1グランプリ> Vol.2 DVD（2009年8月26日発売 SSBX-2352）
- 「声優グランプリ」公認!声優界<雀王>決定戦! <J-1グランプリ> Vol.3 DVD（2010年11月24日発売 SSBX-2353）
- 「声優グランプリ」公認!声優界<雀王>決定戦! <J-1グランプリ> TheFinal DVD（2012年4月25日発売 SSBX-2530）